# Ganaspis hofferi
Ganaspis hofferi is een vliesvleugelig insect uit de familie van de Figitidae. De wetenschappelijke naam van de soort is voor het eerst geldig gepubliceerd in 1958 door Masner.